# Tiara (album)
Tiara is het vijfde studioalbum van de band Seventh Wonder. Het is hun tweede conceptalbum, na Mercy Falls, dat in 2008 werd uitgebracht. 

## Track listing
1. "Arrival" – 1:30
2. "The Everones" – 6:13
3. "Dream Machines" – 5:38
4. "Against the Grain" – 6:58
5. "Victorious" – 4:55
6. "Tiara's Song (Farewell Pt. 1)" – 7:16
7. "Goodnight (Farewell Pt. 2)" – 7:10
8. "Beyond Today (Farewell Pt. 3)" – 5:06
9. "The Truth" – 4:17
10. "By the Light of the Funeral Pyres" – 3:54
11. "Damnation Below" – 6:44
12. "Procession" – 0:45
13. "Exhale" – 9:30

## Band
- Tommy Karevik - zanger
- Andreas Söderin - toetsenist
- Johan Liefvendahl - gitarist
- Andreas Blomqvist - bassist
- Johnny Sandin - drummer